# Château du Coudray
Pour les articles homonymes, voir Château du Coudray-Montbault et Château du Coudray-Salbart.
Le château du Coudray est un château restauré à la fin du XIXe siècle situé à Saint-Denis-du-Maine en Mayenne situé route de La Bazouge-de-Chemeré.

## Description
L'édifice est partiellement entouré de douves avec bâtiments annexes et jardins, chapelle, orangeries, deux communs symétriques, colombier, grange, le tout entouré de douves. Le château est une construction en pierres du pays avec encadrements en tuffeau et toit en ardoises.

## Histoire
Hébergement dès le XIVe siècle, il devient plus tard une habitation seigneuriale.
Le logis initial est agrandi en 1569 d'un corps de bâtiment. Deux pavillons sont construits en 1777. Un jardin à la française, un potager et un verger sont créés en 1783 au sud à l'emplacement des douves.
Il est inscrit au titre des monuments historiques depuis 1985.

## Seigneurs

### Famille de Sévigné
En 1637, Renaud de Sévigné devient au droit de sa femme Gabrielle du Bellay, seigneur du Coudray. On voit à partir de 1640 quelques actes montrant Renaud de Sévigné agissant en qualité de seigneur propriétaire,,,,.
En 1650, pendant un séjour fait par le couple, Renaud de Sévigné, seigneur de Montmoron et sa femme font venir Me Martin Raison en leur manoir et là, avec l'assistance de son ministère, invoquant l'amitié conjugale qu'ils se portaient mutuellement, s'étaient fait a don mutuel et réciproque, du prémourant au survivant de tout ce qu'ils pouvaient et leur était loisible de se donner l'un à l'autre tant en meubles, immeubles, acquêts et conquets que patrimoine. À cette époque le seigneur et la dame de Montmoron étaient, paraît-il, en procès devant la juridiction des Requêtes du Palais avec René du Bellay au sujet du partage de la succession de Radegonde des Rotours, et une sentence de cette juridiction rendue le 2 janvier 1651 porta cassation du partage de la terre du Coudray. La sentence ainsi intervenue ne semble avoir eu aucune conséquence effective, puisque la terre en question devait continuer à appartenir à Gabrielle du Bellay et, après elle, à ses enfants.
En 1652, Renaud de Sévigné eut l'honneur de recevoir, comme seigneur de Chemeré l'hommage du Grand Condé. Louis II de Bourbon-Condé possédait en effet, du chef de sa femme Claire-Clémence de Maillé, petite-fille de Jacqueline de Thévalles, la terre de Thévalles. 
En janvier 1653, Gabrielle du Bellay, à peine âgée de cinquante ans, décède. Elle repose à sa demande après sa mort auprès de son aïeul Robert des Rotours devant le maître-autel de l'église de la Bazouge.
À la mort en 1657 de Renaud de Sévigné, la terre du Coudray arrive par succession à René-François de Sévigné, son fils. Il y réside déjà en 1660,.
En 1671, Henri III de La Trémoille rend au roi Louis XIV son aveu pour le Comté de Laval ; parmi les principaux vassaux énumérés, on trouve messire René-François de Sévigné, seigneur de Chemeré.
René-François de Sévigné semble avoir été parmi les seigneurs violents et impolitiques de l'époque.
À partir de 1672, les affaires de René-François de Sévigné commencent à être harcélé par de nombreux créanciers ,. 
Dans le testament de son demi-frère René-François, il est indiqué comme presque toujours en mer pour le service et sur les vaisseaux du Roy. Christophe-Jacques de Sévigné et Jacques-Christophe de Sévigné héritent de ce dernier du château et de domaine de Vauberger. 
En 1700, à la suite de la mort de Jacques-Christophe de Sévigné, Christophe-Jacques continue à la posséder indivisément avec sa nièce Marie-Charlotte de Sévigné qui, en sa qualité de fille unique du défunt, avait succédé aux droits de celui-ci.